# Ryan Gosling
Ryan Thomas Gosling (London, Ontário, 12 de novembro de 1980) é um ator, músico, produtor e diretor de cinema canadense.
Ele começou sua carreira como um ator mirim no programa da Disney Channel, Clube do Mickey (1993–95), e passou a aparecer em outros programas de entretenimento familiar, incluindo as séries de terror infantil Você Tem Medo do Escuro? (1995) e Goosebumps (1996). Ele também estrelou séries como Breaker High (1997–98) e Young Hercules, interpretando o papel principal. Ele construiu uma reputação em Hollywood por estrelar filmes independentes como no seu primeiro papel em Tolerância Zero (2001), interpretando um judeu neo-nazi, e Calculo Mortal (2002).
Gosling recebeu aclamação do publico por seu desempenho Diário de Uma Paixão (2004), pelo qual ele recebeu quatro Teen Choice Award e um MTV Movie Award. Ele também se tornou um dos atores mais elogiados criticamente, depois de seu desempenho como um professor viciado em drogas em Half Nelson (2006), pelo qual venceu o Independent Spirit Award e o National Board of Review Award e recebeu sua primeira indicação ao Óscar.
Foi três vezes indicado ao Globo de Ouro de Melhor Ator (Comédia ou Musical) pelos seus desempenhos na comédia A Garota Ideal (2007), na comédia romântica Amor a Toda Prova (2012) e vencendo pelo musical La La Land - Cantando Estações (2017). Foi ainda indicado por A Garota Ideal e La La Land - Cantando Estações ao Prêmio Sindicato de Atores - Melhor Ator Principal (Cinema), ao BAFTA de Melhor Ator e recebeu sua segunda indicação ao Oscar de Melhor Ator pelo musical.
Gosling é também conhecido por sua facilidade em interpretar personagens dramáticos, pelo qual foi indicado duas vezes ao Globo de Ouro de Melhor Ator (Drama) por seu desempenho em Namorados Para Sempre (2011) e The Ides of March (2012), além de elogios da crítica especializada por seu desempenho em Drive (2012).
Em 2014 dirigiu seu primeiro longa-metragem, Lost River, uma fantasia neo-noir estrelando Christina Hendricks, Saoirse Ronan e Iain De Caestecker.

## Início
Ryan nasceu em London, Ontário, Canadá, filho de Donna, uma secretária, e Thomas Gosling, um operário de fábrica de papel, e cresceu em Cornwall, também em Ontário. Ambos seus progenitores são parte franco-canadianos, tendo também ascendência alemã, inglesa, escocesa e irlandesa. Ele também tem uma irmã chamada Mandi. Apesar de ter sido criado por pais Mórmons e ter frequentado a igreja, ele afirmou que "nunca realmente se identificou".
Seus pais se divorciaram quando Ryan era criança, e sua mãe deixou seu emprego para dar-lhe ensino doméstico a partir da quinta série, por estar tendo problemas com colegas na escola. Depois de deixar o ensino domiciliar, ele estudou na Cornwall Collegiate e Vocational School, e, quando sua família se mudou para Burlington, na Lester B. Pearson High School.

## Carreira
Aos treze anos, Ryan participou do Clube do Mickey por duas temporadas, tendo superado 17 mil candidatos ao programa, onde trabalhou com outros artistas como Christina Aguilera, Britney Spears e Justin Timberlake. Ele deixou a escola aos dezessete anos, idade com a qual se mudou para a Nova Zelândia, onde protagonizou a série Young Hercules por cerca de dois anos.
Após terminar a série, ele se mudou para Los Angeles. Seu primeiro filme de maior destaque foi Duelo de Titãs, em 2000, protagonizado por Denzel Washington. No ano seguinte, participou de Tolerância Zero, no papel de Daniel "Danny" Balint, pelo qual foi nomeado "Melhor Ator em um Papel Principal" no Independent Spirit Awards.

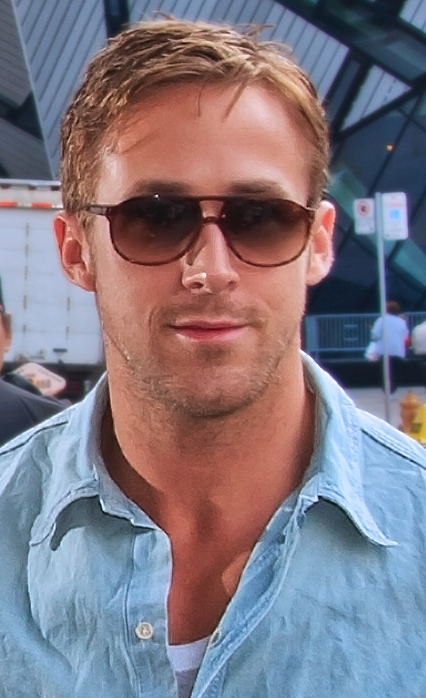
Gosling no Festival Internacional de Cinema de Toronto em 2010.

Depois de participar de Cálculo Mortal, em 2002, ele também foi indicado na categoria "Artista Mais Promissor" da Chicago Film Critics Association. Em 2004 interpretou o personagem Noah Calhoun mais jovem em Diário de uma Paixão, adaptação cinematográfica de um livro de Nicholas Sparks. Por esse papel, ele recebeu duas nomeações no Teen Choice Award: "Melhor Ator em um Drama" e "Melhor Revelação Masculina", além de ter vencido na categoria "Melhor Beijo" no MTV Movie Awards, com Rachel McAdams.
Em 2006 ele interpretou Dan Dunne em Half Nelson, papel pelo qual foi indicado "Melhor Ator" no Oscar, além de outras indicações em premiações como o Screen Actors Guild, Satellite Award e Independent Spirit Award. No ano seguinte, foi nomeado Melhor Ator em Comédia ou Musical no Globo de Ouro, por A Garota Ideal, entre outras indicações por seu papel de Lars Lindstrom no filme.
Retorna aos filmes em 2010 com Blue Valentine, ao lado de Michelle Williams, Mike Vogel, entre outros. Nesse mesmo ano, foi o narrador de ReGeneration. Em 2011, depois do muito aclamado Blue Valentine, participou do drama de ação Drive, realizado por Nicolas Winding Refn, No mesmo ano atuou em The Ides of March, dirigido por George Clooney, e Crazy, Stupid, Love, uma comédia romântica co-estrelada por Steve Carrell.
Em adição a carreira de ator, Ryan montou uma banda com Zach Shields, chamada Dead Man's Bones. Eles lançaram seu primeiro álbum auto-intitulado em 6 de outubro de 2009, pela Anti-. Apesar do Silverlake Conservatory Children's Choir ter participado da gravação do álbum, eles não estiveram com a banda durante sua turnê para divulgação do álbum.

## Vida pessoal
Ryan divide seu tempo entre Toronto, no Canadá, e Los Angeles, Estados Unidos. Ele é sócio de um restaurante localizado em Beverly Hills, chamado "Tagine" e especializado em cozinha marroquina. Gosling possui um cão, George, que resgatou de um canil.
Ele namorou a atriz Rachel McAdams, que conheceu durante as filmagens de Diário da Nossa Paixão, entre os anos 2005 e 2008 O casal chegou a ficar noivo, mas, logo em seguida, decidiram colocar um ponto final na relação.
Em 2008 ele apoiou a campanha de Barack Obama à presidência dos Estados Unidos.
Em 2011 iniciou um romance com a atriz Eva Mendes, com quem trabalhou em The Place Beyond the Pines. O casal tem duas filhas; a primeira Esmeralda Amada Gosling, nasceu no dia 12 de setembro de 2014, a segunda Amada Lee Gosling, nasceu no dia 29 de abril de 2016. O casal optou pela discrição em ambas as gestações, sendo que Eva Mendes evitou ser fotografada grávida e tampouco confirmou a gravidez inicialmente.
Gosling tem uma tatuagem em seu braço esquerdo da capa do livro infantil A Árvore da Vida, livro que sua mãe costumava ler para ele e sua irmã.

## Filmografia

### Cinema
| Ano  | Título original             | Título no Brasil               | Título em Portugal            | Papel                | Notas              |
| ---- | --------------------------- | ------------------------------ | ----------------------------- | -------------------- | ------------------ |
| 1996 | Frankenstein and Me         | O Sonho Não Acabou             |                               | Kenny                |                    |
| 1999 | The Unbelievables           |                                |                               | Josh                 | Telefilme          |
| 2000 | Remember the Titans         | Duelo de Titãs                 | Duelo de Titãs                | Alan Bosley          |                    |
| 2001 | The Believer                | Tolerância Zero                | O Crente                      | Danny Balint         |                    |
| 2002 | Murder by Numbers           | Cálculo Mortal                 | Crimes Calculados             | Richard Haywood      |                    |
| 2002 | The Slaughter Rule          |                                |                               | Roy Chutney          | Independente       |
| 2003 | The United States of Leland | O Mundo de Leland              |                               | Leland P. Fitzgerald |                    |
| 2004 | The Notebook                | Diário de Uma Paixão           | O Diário da Nossa Paixão      | Noah Calhoun         |                    |
| 2005 | Stay                        | A Passagem                     | Stay - Entre a Vida e a Morte | Henry Letham         |                    |
| 2006 | Half Nelson                 | Half Nelson                    | Half Nelson                   | Dan Dunne            |                    |
| 2007 | Fracture                    | Um Crime de Mestre             | Ruptura                       | Willy Beachum        |                    |
| 2007 | Lars and the Real Girl      | A Garota Ideal                 | Lars e o Verdadeiro Amor      | Lars Lindstrom       |                    |
| 2010 | Blue Valentine              | Namorados para Sempre          | Blue Valentine - Só Tu e Eu   | Dean                 |                    |
| 2010 | All Good Things             | Entre Segredos e Mentiras      | Entre Segredos e Mentiras     | David Marks          |                    |
| 2010 | ReGeneration                |                                |                               | Narrador             |                    |
| 2011 | Crazy, Stupid, Love.        | Amor a Toda Prova              | Amor, Estúpido e Louco        | Jacob Palmer         |                    |
| 2011 | Drive                       | Drive                          | Drive - Risco Duplo           | Motorista            |                    |
| 2011 | The Ides of March           | Tudo pelo Poder                | Nos Idos de Março             | Stephen Myers        |                    |
| 2012 | The Place Beyond the Pines  | O Lugar Onde Tudo Termina      |                               | Lucas Glanton        |                    |
| 2013 | Gangster Squad              | Caça aos Gângsteres            | Força Anti-Crime              | Sgt. Jerry Wooters   |                    |
| 2013 | Only God Forgives           | Apenas Deus Perdoa             |                               | Julian               |                    |
| 2013 | White Shadow                |                                |                               |                      | Produtor Executivo |
| 2014 | Lost River                  | Rio Perdido                    |                               |                      | Diretor            |
| 2015 | The Big Short               | A Grande Aposta                | A Queda de Wall Street        | Jared Vennett        |                    |
| 2016 | The Nice Guys               | Dois Caras Legais              | Bons Rapazes                  | Holland March        |                    |
| 2016 | La La Land                  | La La Land - Cantando Estações | La La Land: Melodia de Amor   | Sebastian Wilder     |                    |
| 2017 | Song to Song                | De Canção em Canção            | Música a Música               | BV                   |                    |
| 2017 | Blade Runner 2049           | Blade Runner 2049              | Blade Runner 2049             | Oficial K            |                    |
| 2018 | First Man                   | O Primeiro Homem               | O Primeiro Homem na Lua       | Neil Armstrong       |                    |
| 2022 | The Gray Man                | The Gray Man                   | The Gray Man                  | Court Gentry         |                    |
| 2023 | Barbie                      | Barbie                         | Barbie                        | Ken                  |                    |
| 2024 | The Fall Guy                | O Dublê                        | Profissão: Perigo             | Colt Seavers         |                    |

### Televisão
| Ano  | Título original                          | Título no Brasil          | Título em Portugal       | Papel                    | Notas                                        |
| ---- | ---------------------------------------- | ------------------------- | ------------------------ | ------------------------ | -------------------------------------------- |
| 1993 | The Mickey Mouse Club                    | Clube do Mickey           |                          | ele mesmo                | 3 episódios (1993-1995)                      |
| 1995 | Are You Afraid of the Dark?              | Clube do Terror           | Quem tem Medo do Escuro? | Jamie Leary              | Episódio: "The Tale of Station"              |
| 1996 | The Adventures of Shirley Holmes         |                           |                          | Sean                     | Episódio: "The Case of the Burning Building" |
| 1996 | Flash Forward                            |                           |                          | Scott Stuckey            | Episódios: "Double Bill" e "Skate Bait"      |
| 1996 | Goosebumps                               | Goosebumps                | Arrepios                 | Greg Banks               | Episódio: "Say Cheese and Die"               |
| 1996 | Road to Avonlea                          |                           |                          | Bret McNulty             | Episódio: "From Away"                        |
| 1996 | Kung Fu: The Legend Continues            | Kung Fu: A Lenda Continua |                          | Kevin                    | Episódio: "Dragon's Lair"                    |
| 1996 | Ready or Not                             | Tudo em Cima              |                          | Matt Kalinsky            | Episódio: "I Do, I Don't"                    |
| 1996 | PSI Factor: Chronicles of the Paranormal |                           |                          | Adam                     | Episódio: "Dream House/UFO Encounter"        |
| 1997 | Breaker High                             |                           |                          | Sean Hanlon              | 44 episódios (1997-1998)                     |
| 1998 | Nothing Too Good for a Cowboy            |                           |                          | Tommy                    | Telefilme                                    |
| 1998 | Young Hercules                           | O Jovem Hércules          | Jovem Hércules           | Hércules                 | 49 episódios (1998-1999)                     |
| 1999 | Hercules: The Legendary Journeys         |                           |                          | Zylus                    | Episódio: "The Academy"                      |
| 1999 | The Unbelievables                        |                           |                          | Josh                     | Piloto                                       |
| 2005 | I'm Still Here                           |                           |                          | Ilya Gerber (voz)        | Documentário                                 |
| 2015 | Saturday Night Live                      |                           |                          | ele mesmo (participação) | Episodio: "Ryan Gosling/Leon Bridges"        |

## Prêmios e indicações
| Ano  | Prêmio                                    | Categoria | Trabalho                         | Resultado |
| ---- | ----------------------------------------- | --- | -------------------------------- | --------- |
| 2002 | Independent Spirit Award                  | Best Male Lead (Melhor Ator Principal)                                                                         | The Believer                     | Indicado  |
| 2002 | Chicago Film Critics Association          | Most Promising Performer (Artista Mais Promissor)                                                              | The Believer e Murder by Numbers | Indicado  |
| 2004 | Teen Choice Award                         | Choice Movie Actor: Drama (Melhor Ator: Drama)                                                                 | The Notebook                     | Venceu    |
| 2004 | Teen Choice Award                         | Choice Movie Breakout Performance- Male (Performance Revelação em um Filme - Masculina)                        | The Notebook                     | Venceu    |
| 2006 | Independent Spirit Award                  | Best Male Lead (Melhor Ator Principal)                                                                         | Half Nelson                      | Venceu    |
| 2006 | Stockholm Film Festival Award             | Best Actor (Melhor Ator)                                                                                       | Half Nelson                      | Venceu    |
| 2006 | Las Palmas Film Festival Award            | Best Actor (Melhor Ator)                                                                                       | Half Nelson                      | Venceu    |
| 2006 | National Board of Review                  | Breakthrough Male Performances (Performance Masculina Revelação)                                               | Half Nelson                      | Venceu    |
| 2006 | Oscar                                     | Best Actor (Melhor Ator)                                                                                       | Half Nelson                      | Indicado  |
| 2006 | Broadcast Film Critics Association Awards | Best Actor (Melhor Ator)                                                                                       | Half Nelson                      | Indicado  |
| 2006 | Chicago Film Critics Association Award    | Best Actor (Melhor Ator)                                                                                       | Half Nelson                      | Indicado  |
| 2006 | Satellite Award                           | Best Actor – Motion Picture Drama (Melhor Ator - Filme de Drama)                                               | Half Nelson                      | Indicado  |
| 2007 | Teen Choice Award                         | Choice Movie Actor: Horror/Thriller (Melhor Ator: Terror/Thriller)                                             | Fracture                         | Indicado  |
| 2007 | Satellite Award                           | Best Actor – Motion Picture Musical or Comedy (Melhor Ator - Filme Musical ou Comédia)                         | Lars and the Real Girl           | Venceu    |
| 2007 | Broadcast Film Critics Association Awards | Best Actor (Melhor Ator)                                                                                       | Lars and the Real Girl           | Indicado  |
| 2007 | Chicago Film Critics Association Award    | Best Actor (Melhor Ator)                                                                                       | Lars and the Real Girl           | Indicado  |
| 2007 | Chlotrudis Award                          | Best Actor (Melhor Ator)                                                                                       | Lars and the Real Girl           | Indicado  |
| 2007 | Globo de Ouro                             | Best Actor – Motion Picture Musical or Comedy (Melhor Ator - Filme Musical ou Comédia)                         | Lars and the Real Girl           | Indicado  |
| 2007 | Screen Actors Guild Award                 | Outstanding Performance by a Male Actor in a Leading Role (Melhor Performance Masculina em um Papel Principal) | Lars and the Real Girl           | Indicado  |
| 2011 | Globo de Ouro                             | Best Performance by an Actor in a Motion Picture - Drama (Melhor Performance de um Ator em um Filme - Drama)   | Blue Valentine                   | Indicado  |
| 2012 | Globo de Ouro                             | Best Performance by an Actor in a Motion Picture - Drama (Melhor Performance de um Ator em um Filme - Drama)   | The Ides of March                | Indicado  |
| 2017 | Globo de Ouro                             | Melhor Ator em cinema - Musical ou Comédia                                                                     | La La Land                       | Venceu    |
| 2017 | Oscar                                     | Melhor Ator | La La Land                       | Indicado  |
| 2017 | BAFTA                                     | Melhor Ator | La La Land                       | Indicado  |
| 2017 | SAG                                       | Melhor Ator Principal no Cinema                                                                                | La La Land                       | Indicado  |